# Corrina, Corrina
Corrina, Corrina is een Amerikaanse tragikomische film uit 1994 onder regie van Jessie Nelson.

## Verhaal
Molly, het dochtertje van Manny, verliest door de schok van het overlijden van haar moeder haar spraakvermogen. Bovendien sluit ze zich af voor de buitenwereld. Haar vader huurt een hulp in voor de huishouding, de vlotte Corrina Washington. Die zorgt ervoor dat Molly langzaam maar zeker uit haar schulp kruipt.

## Rolverdeling
| Acteur              | Personage                          |
| ------------------- | ---------------------------------- |
| Whoopi Goldberg     | Corrina Washington                 |
| Ray Liotta          | Manny Singer                       |
| Tina Majorino       | Molly Singer                       |
| Noreen Hennessey    | "High Heels" (als Noreen Hennessy) |
| Lucy Webb           | Shirl                              |
| Erica Yohn          | Grootmoeder Eva                    |
| Don Ameche          | Grootvader Harry                   |
| Larry Miller        | Sid                                |
| Wendy Crewson       | Jenny Davis                        |
| Joan Cusack         | Jonesy                             |
| Briahnna Odom       | Lizzie                             |
| Curtis Williams     | Percy                              |
| Ashley Taylor Walls | Mavis                              |
| Jenifer Lewis       | Jevina Washington                  |
| Harold Sylvester    | Frank                              |
| K.T. Stevens        | Mrs Morgan                         |
| Roz Witt            | Mrs Murphy                         |
| Patrika Darbo       | Wilma                              |
| Lynette Walden      | Annie Singer                       |

## Trivia
- Dit was de laatste film ooit met de Amerikaanse acteur Don Ameche erin.